# Liste der 72 Namen auf dem Eiffelturm
Gustave Eiffel hat in Anerkennung ihrer wissenschaftlichen und technischen Leistungen die Nachnamen von 72 männlichen Personen – bis auf den Schweizer Sturm und den Italiener Lagrange alles gebürtige Franzosen – in goldenen Lettern auf den Friesen der ersten Etage des Eiffelturms anbringen lassen. Zu Beginn des 20. Jahrhunderts wurden sie übermalt und erst bei der Restaurierung des Eiffelturms zwischen 1986 und 1987 durch die Société nouvelle d’exploitation de la tour Eiffel (SNTE) wieder zum Vorschein gebracht.
Bis auf Fizeau und Chevreul waren alle Wissenschaftler zum Zeitpunkt der Einweihung des Turms bereits verstorben.

## Die Namen

### Nordwestseite
| Nr. | Inschrift | vollständiger Name                    | Leben     | Beruf                                | Bild |
| --- | --------- | ------------------------------------- | --------- | ------------------------------------ | ---- |
| 1.  | SEGUIN    | Marc Seguin                           | 1786–1875 | Ingenieur                            |      |
| 2.  | LALANDE   | Jérôme Lalande                        | 1732–1807 | Mathematiker und Astronom            |      |
| 3.  | TRESCA    | Henri Tresca                          | 1814–1885 | Ingenieur                            |      |
| 4.  | PONCELET  | Jean-Victor Poncelet                  | 1788–1867 | Mathematiker, Ingenieur und Physiker |      |
| 5.  | BRESSE    | Jacques Antoine Charles Bresse        | 1822–1883 | Ingenieur und Mathematiker           |      |
| 6.  | LAGRANGE  | Joseph-Louis Lagrange                 | 1736–1813 | Mathematiker und Astronom            |      |
| 7.  | BELANGER  | Jean-Baptiste-Charles-Joseph Bélanger | 1790–1874 | Mathematiker                         |      |
| 8.  | CUVIER    | Georges Cuvier                        | 1769–1832 | Naturwissenschaftler                 |      |
| 9.  | LAPLACE   | Pierre-Simon Laplace                  | 1749–1827 | Mathematiker und Astronom            |      |
| 10. | DULONG    | Pierre Louis Dulong                   | 1785–1838 | Physiker und Chemiker                |      |
| 11. | CHASLES   | Michel Chasles                        | 1793–1880 | Mathematiker                         |      |
| 12. | LAVOISIER | Antoine Laurent de Lavoisier          | 1743–1794 | Chemiker                             |      |
| 13. | AMPERE    | André-Marie Ampère                    | 1775–1836 | Mathematiker und Physiker            |      |
| 14. | CHEVREUL  | Eugène Chevreul                       | 1786–1889 | Chemiker                             |      |
| 15. | FLACHAT   | Eugène Flachat                        | 1802–1873 | Ingenieur                            |      |
| 16. | NAVIER    | Claude Louis Marie Henri Navier       | 1785–1836 | Mathematiker und Physiker            |      |
| 17. | LEGENDRE  | Adrien-Marie Legendre                 | 1752–1833 | Mathematiker                         |      |
| 18. | CHAPTAL   | Jean-Antoine Chaptal                  | 1756–1832 | Chemiker                             |      |

### Südwestseite
| Nr. | Inschrift    | vollständiger Name          | Leben     | Beruf                          | Bild |
| --- | ------------ | --------------------------- | --------- | ------------------------------ | ---- |
| 19. | JAMIN        | Jules Célestin Jamin        | 1818–1886 | Physiker                       |      |
| 20. | GAY-LUSSAC   | Joseph Louis Gay-Lussac     | 1778–1850 | Chemiker und Physiker          |      |
| 21. | FIZEAU       | Hippolyte Fizeau            | 1819–1896 | Physiker                       |      |
| 22. | SCHNEIDER    | Eugène Schneider            | 1805–1875 | Industrieller                  |      |
| 23. | LE CHATELIER | Louis Le Chatelier          | 1815–1873 | Ingenieur                      |      |
| 24. | BERTHIER     | Pierre Berthier             | 1782–1861 | Geologe                        |      |
| 25. | BARRAL       | Jean-Augustin Barral        | 1819–1884 | Agronom, Chemiker und Physiker |      |
| 26. | DE DION      | Henri de Dion               | 1828–1878 | Ingenieur                      |      |
| 27. | GOUIN        | Ernest Goüin                | 1815–1885 | Ingenieur und Industrieller    |      |
| 28. | JOUSSELIN    | Louis Didier Jousselin      | 1776–1858 | Ingenieur                      |      |
| 29. | BROCA        | Paul Broca                  | 1824–1880 | Chirurg und Anthropologe       |      |
| 30. | BECQUEREL    | Antoine César Becquerel     | 1788–1878 | Physiker                       |      |
| 31. | CORIOLIS     | Gaspard Gustave de Coriolis | 1792–1843 | Mathematiker und Physiker      |      |
| 32. | CAIL         | Jean-François Cail          | 1804–1871 | Industrieller                  |      |
| 33. | TRIGER       | Jules Triger                | 1801–1867 | Ingenieur                      |      |
| 34. | GIFFARD      | Henri Giffard               | 1825–1882 | Ingenieur                      |      |
| 35. | PERRIER      | François Perrier            | 1833–1888 | Geodät und General             |      |
| 36. | STURM        | Charles-François Sturm      | 1803–1855 | Mathematiker                   |      |

### Südostseite
| Nr. | Inschrift | vollständiger Name          | Leben     | Beruf                     | Bild |
| --- | --------- | --------------------------- | --------- | ------------------------- | ---- |
| 37. | CAUCHY    | Augustin Louis Cauchy       | 1789–1857 | Mathematiker              |      |
| 38. | BELGRAND  | Eugène Belgrand             | 1810–1878 | Ingenieur                 |      |
| 39. | REGNAULT  | Henri Victor Regnault       | 1810–1878 | Chemiker und Physiker     |      |
| 40. | FRESNEL   | Augustin Jean Fresnel       | 1788–1827 | Physiker und Ingenieur    |      |
| 41. | DE PRONY  | Gaspard de Prony            | 1755–1839 | Ingenieur                 |      |
| 42. | VICAT     | Louis-Joseph Vicat          | 1786–1861 | Ingenieur                 |      |
| 43. | EBELMEN   | Jacques-Joseph Ebelmen      | 1814–1852 | Chemiker                  |      |
| 44. | COULOMB   | Charles Augustin de Coulomb | 1736–1806 | Physiker                  |      |
| 45. | POINSOT   | Louis Poinsot               | 1777–1859 | Mathematiker              |      |
| 46. | FOUCAULT  | Léon Foucault               | 1819–1868 | Physiker                  |      |
| 47. | DELAUNAY  | Charles Eugène Delaunay     | 1816–1872 | Mathematiker und Astronom |      |
| 48. | MORIN     | Arthur Morin                | 1795–1880 | Mathematiker und Physiker |      |
| 49. | HAUY      | René-Just Haüy              | 1743–1822 | Mineraloge                |      |
| 50. | COMBES    | Charles Combes              | 1801–1872 | Ingenieur und Metallurg   |      |
| 51. | THENARD   | Louis Jacques Thénard       | 1777–1857 | Chemiker                  |      |
| 52. | ARAGO     | François Arago              | 1786–1853 | Physiker                  |      |
| 53. | POISSON   | Siméon Denis Poisson        | 1781–1840 | Mathematiker und Physiker |      |
| 54. | MONGE     | Gaspard Monge               | 1746–1818 | Mathematiker und Physiker |      |

### Nordostseite
| Nr. | Inschrift  | vollständiger Name               | Leben     | Beruf                     | Bild |
| --- | ---------- | -------------------------------- | --------- | ------------------------- | ---- |
| 55. | PETIET     | Jules Petiet                     | 1813–1871 | Ingenieur                 |      |
| 56. | DAGUERRE   | Louis Daguerre                   | 1787–1851 | Maler und Physiker        |      |
| 57. | WURTZ      | Charles Adolphe Wurtz            | 1817–1884 | Chemiker                  |      |
| 58. | LE VERRIER | Urbain Le Verrier                | 1811–1877 | Mathematiker und Astronom |      |
| 59. | PERDONNET  | Albert Auguste Perdonnet         | 1801–1867 | Ingenieur                 |      |
| 60. | DELAMBRE   | Jean-Baptiste Joseph Delambre    | 1749–1822 | Astronom                  |      |
| 61. | MALUS      | Louis Malus                      | 1775–1812 | Physiker und Ingenieur    |      |
| 62. | BREGUET    | Louis Clément François Breguet   | 1804–1883 | Physiker und Konstrukteur |      |
| 63. | POLONCEAU  | Camille Polonceau                | 1813–1859 | Ingenieur                 |      |
| 64. | DUMAS      | Jean-Baptiste Dumas              | 1800–1884 | Chemiker                  |      |
| 65. | CLAPEYRON  | Émile Clapeyron                  | 1799–1864 | Physiker                  |      |
| 66. | BORDA      | Jean-Charles de Borda            | 1733–1799 | Mathematiker              |      |
| 67. | FOURIER    | Jean Baptiste Joseph Fourier     | 1768–1830 | Mathematiker und Physiker |      |
| 68. | BICHAT     | Marie François Xavier Bichat     | 1771–1802 | Anatom und Physiologe     |      |
| 69. | SAUVAGE    | François Clément Sauvage         | 1814–1872 | Geologe und Ingenieur     |      |
| 70. | PELOUZE    | Théophile-Jules Pelouze          | 1807–1867 | Chemiker                  |      |
| 71. | CARNOT     | Lazare Nicolas Marguerite Carnot | 1753–1823 | Mathematiker              |      |
| 72. | LAME       | Gabriel Lamé                     | 1795–1870 | Mathematiker und Physiker |      |